# Suzuki GSX-1300R Hayabusa

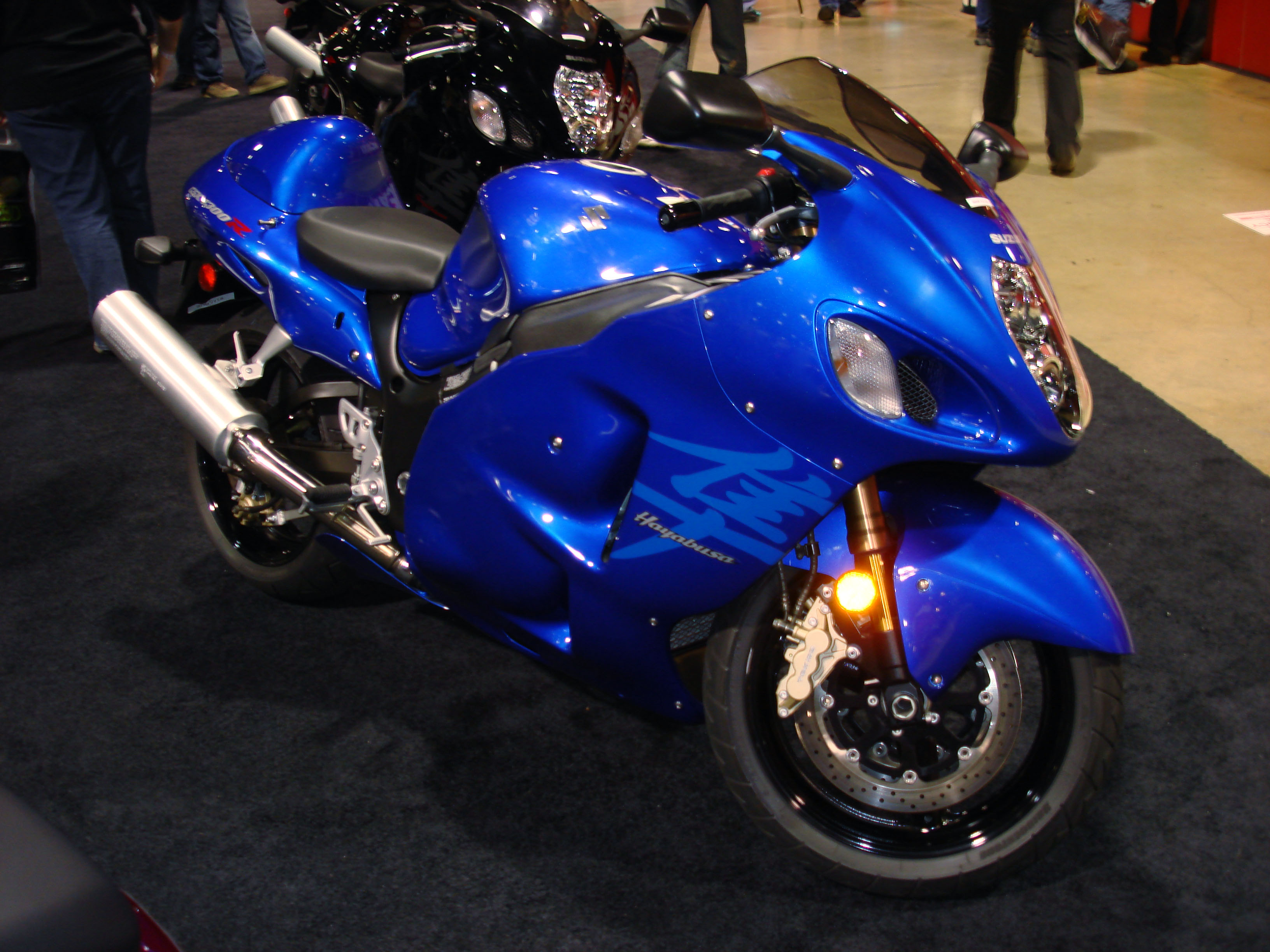
Modelo 2007 de la Suzuki GSX-1300R Hayabusa.

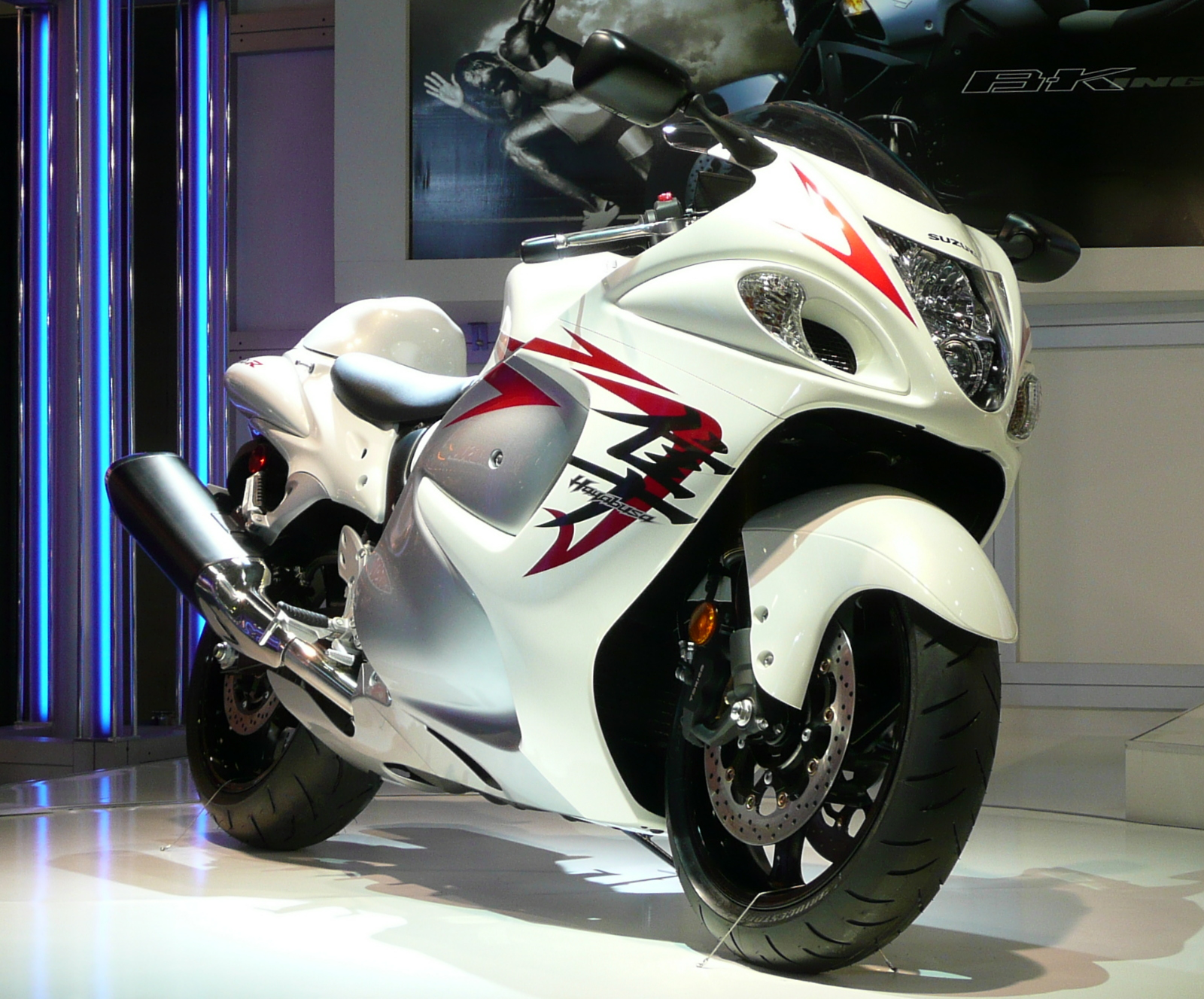
Modelo 2008 de la Suzuki GSX-1300R Hayabusa.

La Hayabusa (Suzuki GSX-1300R Hayabusa) es una motocicleta de Suzuki que está considerada como una de las más veloces del mundo y de mayor aceleración estrictamente de serie. A continuación hay unos datos técnicos de la versión 2008 y 2013, y mediciones de las versiones 1999 y 2001, extraídos de pruebas realizadas por prensa especializada.

## Características técnicas

### Modelo 2000
- Velocidad máxima: 308-320 km/h
- Potencia máxima a la rueda: 151-156 hp
- Régimen de potencia máxima: 11.200 rpm
- Par motor máximo al embrague: 14,8 kgm
- Régimen de par motor máximo: 8.750 rpm
- Velocidad del pistón en potencia máxima: 22,3 m/s
- Relación peso/potencia: 1,42 kg/CV
- Potencia específica: 173,1 CV
- Rueda Delantera: 120/70 ZR17 M/C
- Rueda trasera: 190/50 ZR17 M/C
- Peso: 249.48 kg
- Depósito: 21 L
- Arranque: Eléctrico
- Caja de velocidades: 6 V

(Fuente: "Smart Money; Suzuki Hayabusa, 1999-2003", Motorcyclist mayo de 2004: 127 )

### Modelo 2001
- Velocidad máxima: 299 km/h (limitada)

- 400 metros desde parado: 9,5 segundos
- Velocidad a los 400 metros: 228,5 km/h
- Aceleración 0-100: 3,10 segundos
- Aceleración 0-160: 5,5 segundos
- Recuperación 20-180: 6,10 segundos
- Potencia a la rueda: 158 hp a 9.750 rpm
- Par motor: 141 Nm a 7000 rpm

(Fuente: AMCN - AUSTRALIAN MOTORCYCLE NEWS May 2000, SportRider Magazine October 2001)

### Modelo 2004
- Velocidad máxima: 299 km/h (limitada)

- Potencia a la rueda: 162.6 hp
- Régimen de potencia: 9500 rpm
- Cilindrada:         1299 c.c.
- N.º de cilindros:    4
- Ciclo/h:            4 T
- Refrigeración:      Líquida
- Arranque:           Eléctrico
- Caja de velocidades:             6 V
- Trasmisión S. Cadena
- Distancia E/E:      1485 mm
- Rueda Delantera:    120/70 ZR17 M/C
- Rueda trasera:      190/50 ZR17 M/C
- Altura asiento 805 mm
- Peso:               330 kg
- Depósito:           21 L

### Modelo 2008
- Velocidad máxima: 299 km/h (limitada)

#### Dimensiones
- Longitud total: 2.195 mm
- Distancia entre ejes: 1.485 mm
- Peso en vacío: 254 kg
- Ancho total: 741 mm
- Depósito de gasolina: 21 l
- Altura total: 1.170 mm
- Altura del asiento: 805 mm

#### Motor
- Tipo de motor: 4 tiempos, refrigeración líquida, DOHC, 4 cilindros.
- Diámetro x carrera: 81.00 mm x 65.00 mm
- Cilindrada: 1.340 cm³
- Potencia: 173,2 CV
- Encendido: Eléctrico
- Transmisión: Toma constante de 6 velocidades

#### Suspensión
- Suspensión delantera: Telescópica invertida de 43/120 mm, ajustable en precarga, compresión y extensión.
- Suspensión trasera: Por bieletas, amortiguador hidráulico/gas, ajustable en precarga, compresión y extensión.

#### Frenos
- Freno delantero: 2 discos de 311 mm, pinzas Tokico radiales de 4 pistones.
- Freno trasero: Un disco de 240 mm, pinza de 2 pistones.

#### Neumáticos y llantas
- Neumático delantero: 120/70 ZR17, M/C
- Neumático trasero: 190/50 ZR17 M/C

(Fuente: SUZUKI MOTOR ESPAÑA, S.A., SoloMoto30 Nº305)

### Modelo 2013[1]
- Velocidad máxima: 299 km/h (limitada)

#### Dimensiones
- Longitud total: 2.190 mm
- Ancho total: 735 mm
- Altura total: 1.165 mm
- Distancia entre ejes: 1.480 mm
- Altura desde el suelo: 120 mm
- Altura del asiento: 805 mm

#### Motor
- Tipo de motor: 4-tiempos, 4 cilindros, refrigerado por líquido, DOHC
- Diámetro x carrera: 81.0 mm x 65.0 mm
- Cilindrada: 1340 cc
- Relación de compresión: 12.5 : 1
- Sistema de arranque: Encendido electrónico (transistorizado)
- Sistema de transmisión: 6 velocidades de toma constante

#### Suspensión
- Suspensión delantera: Invertida telescópica, muelle helicoidal, amortiguación de aceite
- Suspensión trasera: Tipo enlace, muelle helicoidal, amortiguación de aceite

#### Frenos
- Freno delantero: Doble disco
- Freno trasero: Disco

#### Neumáticos
- Neumático delantero: 120/70ZR17M/C (58W)
- Neumático trasero: 190/50ZR17M/C (73W)

Limitación de velocidad por acuerdo.
Ante la escalada de velocidad con la amenaza de la Kawasaki Ninja ZX-12R, cuya potencia superaría a la de la Suzuki Hayabusa, en el año 2000 el temor a la prohibición de venta de estas motocicletas en Europa se hizo patente y para evitarlo se estableció un acuerdo entre los principales fabricantes japoneses y europeos para limitar electrónicamente la velocidad a 300 km/h.
- Su motor de 4 cilindros en línea y 1350 cm³, es utilizado por la empresa británica de motores Radical Performance Engines, para el armado y desarrollo de motores para automóviles de competición. Esta empresa, consiguió desarrollar sobre la base de este motor, dos clases de motores: El primero, manteniendo la fisonomía original del motor de Suzuki, es un 4 cilindros en línea de 1350 cm³, mientras que el segundo se desarrolló a partir de la unión de dos block de 1350 cm³, formando un único impulsor de 8 cilindros en V, totalizando 2700 cm³ de cilindrada. Este último motor, es utilizado en Argentina por la categoría de automovilismo, Súper TC 2000, la cual lo emplea como motor genérico sobre los carrozados cuasi-originales de los modelos de las marcas más reconocidas del mercado automotor argentino.